# Комплексное число
Ко́мпле́ксные чи́сла (от лат. complexus — связь, сочетание; о двойном ударении см. примечание) — числа вида {\displaystyle a+bi}, где {\displaystyle a} и {\displaystyle b} — вещественные числа, а {\displaystyle i} — мнимая единица, то есть число, для которого выполняется равенство: {\displaystyle i^{2}=-1}. Множество комплексных чисел обычно обозначается символом {\displaystyle \mathbb {C} }. Вещественные числа можно рассматривать как частный случай комплексных, они имеют вид {\displaystyle a+0i}. Главное свойство {\displaystyle \mathbb {C} } — в нём выполняется основная теорема алгебры, то есть любой многочлен {\displaystyle n}-й степени ({\displaystyle n\geqslant 1}) имеет {\displaystyle n} корней. Доказано, что система комплексных чисел логически непротиворечива.
Так же как и для вещественных чисел, для комплексных чисел определены операции сложения, вычитания, умножения и деления. Однако многие свойства комплексных чисел отличаются от свойств вещественных чисел; например, нельзя указать, какое из двух комплексных чисел больше или меньше. Удобно представлять комплексные числа {\displaystyle a+bi} точками на комплексной плоскости; например, для изображения сопряжённых чисел используется операция отражения относительно горизонтальной оси. Альтернативное представление комплексного числа в тригонометрической записи оказалось полезным для вычисления степеней и корней. Функции комплексного аргумента изучаются в комплексном анализе.
Первоначально идея о необходимости использования комплексных чисел возникла в результате формального решения кубических уравнений, при котором в формуле Кардано под знаком квадратного корня получалось отрицательное число. Большой вклад в исследование комплексных чисел внесли Эйлер, который ввёл общепризнанное обозначение {\displaystyle i} для мнимой единицы, Декарт, Гаусс. Сам термин «комплексное число» ввёл в науку Гаусс в 1831 году.
Уникальные свойства комплексных чисел и функций нашли широкое применение для решения многих практических задач в различных областях математики, физики и техники: в электротехнике, обработке сигналов, теории управления, электромагнетизме, теории колебаний, теории упругости и многих других. Преобразования комплексной плоскости оказались полезны в картографии и гидродинамике. Современная физика полагается на описание мира с помощью квантовой механики, которая опирается на систему комплексных чисел.
Известно также несколько обобщений комплексных чисел — например, кватернионы.

## Комплексная арифметика

### Связанные определения
Всякое комплексное число {\displaystyle z=a+bi} состоит из двух компонентов:
- Величина {\displaystyle a} называется вещественной частью числа {\displaystyle z} и согласно международным стандартам ISO 31-11 и ISO 80000-2 обозначается {\displaystyle \operatorname {Re} z} или {\displaystyle \operatorname {Re} \left(z\right)} (от фр. Reel — действительный[7]). В источниках иногда встречается готический символ[8]: {\displaystyle \operatorname {\Re } \left(z\right)}.
  - Если {\displaystyle a=0}, то {\displaystyle z} называется чисто мнимым числом. Вместо {\displaystyle 0+bi} обычно пишут просто {\displaystyle bi}. В некоторых источниках такие числа называются просто мнимыми, однако в других источниках[9] мнимыми могут называться любые комплексные числа {\displaystyle z=a+bi}, у которых {\displaystyle b\neq 0}. Поэтому термин мнимое число неоднозначен, и использовать его без дополнительных разъяснений не рекомендуется.
- Величина {\displaystyle b} называется мнимой частью числа {\displaystyle z} и согласно международным стандартам ISO 31-11 и ISO 80000-2  обозначается {\displaystyle \operatorname {Im} z} или {\displaystyle \operatorname {Im} \left(z\right)}  (от фр. Imaginaire — мнимый[7]). В источниках иногда встречается готический символ[10]: {\displaystyle \operatorname {\Im } \left(z\right)}.
  - Если {\displaystyle b=0}, то {\displaystyle z} является вещественным числом. Вместо {\displaystyle a+0i} обычно пишут просто {\displaystyle a}. Например, комплексный ноль {\displaystyle 0+0i} обозначается просто как {\displaystyle 0}.

Противоположным для комплексного числа {\displaystyle z=a+bi} является число {\displaystyle -z=-a-bi}. Например, для числа {\displaystyle 1-2i} противоположным будет число {\displaystyle -1+2i}.
В отличие от вещественных, комплексные числа нельзя сравнивать на больше/меньше; доказано, что нет способа распространить порядок, заданный для вещественных чисел, на все комплексные так, чтобы порядок был согласован с арифметическими операциями (чтобы из {\displaystyle a<b} вытекало {\displaystyle a+c<b+c}, а из {\displaystyle 0<a} и {\displaystyle 0<b} вытекало {\displaystyle 0<ab}). Однако, комплексные числа можно сравнивать на равно/не равно:
- {\displaystyle a+bi=c+di} означает, что {\displaystyle a=c} и {\displaystyle b=d} (два комплексных числа равны между собой тогда и только тогда, когда равны их вещественные и мнимые части).

Четыре арифметические операции для комплексных чисел (определённые ниже) имеют те же свойства, что и аналогичные операции с вещественными числами.

### Сложение и вычитание
Определение сложения и вычитания комплексных чисел:
{\displaystyle \left(a+bi\right)+\left(c+di\right)=\left(a+c\right)+\left(b+d\right)i},
{\displaystyle \left(a+bi\right)-\left(c+di\right)=\left(a-c\right)+\left(b-d\right)i}.
Следующая таблица показывает основные свойства сложения для любых комплексных {\displaystyle u,v,w}.
| Свойство                             | Алгебраическая запись                                 |
| ------------------------------------ | ----------------------------------------------------- |
| Коммутативность (переместительность) | {\displaystyle u+v=v+u}                               |
| Ассоциативность (сочетательность)    | {\displaystyle u+\left(v+w\right)=\left(u+v\right)+w} |
| Свойство нуля                        | {\displaystyle u+0=u}                                 |
| Свойство противоположного элемента   | {\displaystyle u+\left(-u\right)=0}                   |
| Выполнение вычитания через сложение  | {\displaystyle u-v=u+\left(-v\right)}                 |

### Умножение
Определение произведения комплексных чисел {\displaystyle a+bi} и {\displaystyle c+di\colon }
{\displaystyle \left(a+bi\right)\cdot \left(c+di\right)=ac+bci+adi+bdi^{2}=\left(ac+bdi^{2}\right)+\left(bc+ad\right)i=\left(ac-bd\right)+\left(bc+ad\right)i.}
Следующая таблица показывает основные свойства умножения для любых комплексных {\displaystyle u,v,w}.
| Свойство                                                               | Алгебраическая запись                                                     |
| ---------------------------------------------------------------------- | ------------------------------------------------------------------------- |
| Коммутативность (переместительность)                                   | {\displaystyle u\cdot v=v\cdot u}                                         |
| Ассоциативность (сочетательность)                                      | {\displaystyle u\cdot \left(v\cdot w\right)=\left(u\cdot v\right)\cdot w} |
| Свойство единицы                                                       | {\displaystyle u\cdot 1=u}                                                |
| Свойство нуля                                                          | {\displaystyle u\cdot 0=0}                                                |
| Дистрибутивность (распределительность) умножения относительно сложения | {\displaystyle u\cdot \left(v+w\right)=u\cdot v+u\cdot w}                 |

Правила для степеней мнимой единицы:
{\displaystyle i^{1}=i;\;i^{2}=-1;\;i^{3}=-i;\;i^{4}=1;\;i^{5}=i} и т. д.
То есть для любого целого числа {\displaystyle n} верна формула {\displaystyle i^{n}=i^{n{\bmod {4}}}}, где выражение {\displaystyle n{\bmod {4}}} означает получение остатка от деления {\displaystyle n} на 4.
После определения операций с комплексными числами выражение {\displaystyle a+bi} можно воспринимать не как формальную запись, а как выражение, составленное по приведённым выше правилам сложения и умножения. Чтобы это показать, раскроем все входящие в него переменные, следуя вышеприведённым соглашениям и определению сложения и умножения:
{\displaystyle \left(a+0i\right)+\left(b+0i\right)\cdot \left(0+1i\right)=\left(a+0i\right)+\left(0+bi\right)=a+bi}.

### Деление
Комплексное число {\displaystyle {\bar {z}}=x-iy} называется сопряжённым к комплексному числу {\displaystyle z=x+iy} (подробнее ниже).
Для каждого комплексного числа {\displaystyle a+bi}, кроме нуля, можно найти обратное к нему комплексное число {\displaystyle {\frac {1}{a+bi}}}. Для этого умножим числитель и знаменатель дроби на число {\displaystyle a-bi}, комплексно сопряжённое знаменателю 
{\displaystyle {\frac {1}{a+bi}}={\frac {a-bi}{\left(a+bi\right)\left(a-bi\right)}}={\frac {a-bi}{a^{2}+b^{2}}}={\frac {a}{a^{2}+b^{2}}}-{\frac {b}{a^{2}+b^{2}}}i}.
Определим результат деления комплексного числа {\displaystyle a+bi} на ненулевое число {\displaystyle c+di\colon }
{\displaystyle {\frac {a+bi}{c+di}}={\frac {\left(a+bi\right)\left(c-di\right)}{\left(c+di\right)\left(c-di\right)}}={\frac {ac+bd}{c^{2}+d^{2}}}+{\frac {bc-ad}{c^{2}+d^{2}}}i}.
Как и для вещественных чисел, деление можно заменить умножением делимого на число, обратное к делителю.

### Другие операции
Для комплексных чисел определены также извлечение корня, возведение в степень и логарифмирование.

### Основные отличия комплексных чисел от вещественных
Уже упоминалось, что комплексные числа нельзя сравнивать на больше-меньше (иными словами, на множестве комплексных чисел не задано отношение порядка). Другое отличие: любой многочлен степени {\displaystyle n>0} с комплексными (в частности, вещественными) коэффициентами имеет, с учётом кратности, ровно {\displaystyle n} комплексных корней (основная теорема алгебры).
В системе вещественных чисел из отрицательного числа нельзя извлечь корень чётной степени. Для комплексных чисел возможно извлечение корня из любого числа любой степени, однако результат неоднозначен — комплексный корень {\displaystyle n}-й степени из ненулевого числа имеет {\displaystyle n} различных комплексных значений. См., например, корни из единицы.
Дополнительные отличия имеют функции комплексного переменного.

### Замечания
Число {\displaystyle i} не является единственным числом, квадрат которого равен {\displaystyle -1}. Число {\displaystyle -i} также обладает этим свойством.
Выражение {\displaystyle {\sqrt {-1}}}, ранее часто использовавшееся вместо {\displaystyle i}, в современных учебниках считается некорректным, и под знаком радикала стали допускаться только неотрицательные выражения (см. «Арифметический корень»). Во избежание ошибок, выражение с квадратными корнями из отрицательных величин в настоящее время принято записывать как {\displaystyle 5+i{\sqrt {3}}}, а не {\displaystyle 5+{\sqrt {-3}}}, несмотря на то, что даже в XIX веке второй вариант записи считался допустимым.
Пример возможной ошибки при неосторожном использовании устаревшей записи:
{\displaystyle {\sqrt {-3}}\cdot {\sqrt {-3}}={\sqrt {\left(-3\right)\cdot \left(-3\right)}}={\sqrt {\left(-3\right)^{2}}}={\sqrt {9}}=3}.
Эта ошибка связана с тем, что квадратный корень из {\displaystyle -3} определён неоднозначно (см. ниже #Формула Муавра и извлечение корней). При использовании современной записи такой ошибки не возникло бы:
{\displaystyle \left(i{\sqrt {3}}\right)\cdot \left(i{\sqrt {3}}\right)=\left(i\cdot {\sqrt {3}}\right)^{2}=i^{2}\cdot \left({\sqrt {3}}\right)^{2}=-3}.

## Геометрическое представление

### Комплексная плоскость
Комплексные числа можно представить на плоскости с прямоугольной системой координат: числу {\displaystyle z=x+iy} соответствует точка плоскости с координатами {\displaystyle \left\{x,y\right\}} (а также радиус-вектор, соединяющий начало координат с этой точкой). Такая плоскость называется комплексной. Вещественные числа на ней расположены на горизонтальной оси, мнимая единица изображается единицей на вертикальной оси; по этой причине горизонтальная и вертикальная оси называются соответственно вещественной и мнимой осями.
Бывает удобно рассматривать на комплексной плоскости также полярную систему координат (см. рисунок справа), в которой координатами точки являются расстояние {\displaystyle r} до начала координат (модуль) и угол {\displaystyle \varphi } радиус-вектора точки с горизонтальной осью (аргумент).
В этом представлении сумма комплексных чисел соответствует векторной сумме соответствующих радиус-векторов, а вычитанию чисел соответствует вычитание радиус-векторов. При перемножении комплексных чисел их модули перемножаются, а аргументы складываются (последнее несложно вывести из формулы Эйлера или из тригонометрических формул суммы). Если модуль второго сомножителя равен 1, то умножение на него соответствует повороту радиус-вектора первого числа на угол, равный аргументу второго числа. Этот факт объясняет широкое использование комплексного представления в теории колебаний, где вместо терминов «модуль» и «аргумент» используются термины «амплитуда» и «фаза».
Пример: умножение на {\displaystyle i} поворачивает радиус-вектор числа на прямой угол в положительном направлении, а после умножения на {\displaystyle -i} радиус-вектор поворачивается на прямой угол в отрицательном направлении.

### Модуль
Модулем (абсолютной величиной) комплексного числа называется длина радиус-вектора соответствующей точки комплексной плоскости (или, что то же самое, расстояние от точки комплексной плоскости до начала координат). Модуль комплексного числа {\displaystyle z=x+iy} обозначается {\displaystyle \left|z\right|} (иногда {\displaystyle r} или {\displaystyle \rho }) и определяется выражением
{\displaystyle \left|z\right|={\sqrt {x^{2}+y^{2}}}}.
Если {\displaystyle z} является вещественным числом, то {\displaystyle \left|z\right|} совпадает с абсолютной величиной этого числа в вещественном понимании термина.
Для любых комплексных {\displaystyle z,z_{1},z_{2}} имеют место следующие свойства модуля:
1) {\displaystyle \left|z\right|\geqslant 0}, причём {\displaystyle \left|z\right|=0} только при {\displaystyle z=0};
2) {\displaystyle \left|z_{1}+z_{2}\right|\leqslant \left|z_{1}\right|+\left|z_{2}\right|} (неравенство треугольника);
3) {\displaystyle \left|z_{1}\cdot z_{2}\right|=\left|z_{1}\right|\cdot \left|z_{2}\right|};
4) {\displaystyle \left|{\frac {z_{1}}{z_{2}}}\right|={\frac {\left|z_{1}\right|}{\left|z_{2}\right|}}};
5) для пары комплексных чисел {\displaystyle z_{1}} и {\displaystyle z_{2}} модуль их разности {\displaystyle \left|z_{1}-z_{2}\right|} равен расстоянию между соответствующими точками комплексной плоскости;
6) модуль числа {\displaystyle z} связан с вещественной и мнимой частями этого числа соотношениями:
{\displaystyle -\left|z\right|\leqslant \operatorname {Re} (z)\leqslant \left|z\right|;\quad -\left|z\right|\leqslant \operatorname {Im} (z)\leqslant \left|z\right|;\quad \left|z\right|\leqslant \left|\operatorname {Re} \left(z\right)\right|+\left|\operatorname {Im} \left(z\right)\right|}.

### Аргумент
Аргументом ненулевого комплексного числа называется угол {\displaystyle \varphi }  между радиус-вектором соответствующей точки и положительной вещественной полуосью. Аргумент числа {\displaystyle z} измеряется в радианах и обозначается {\displaystyle \operatorname {Arg} \left(z\right)}. Из этого определения следует, что
{\displaystyle \operatorname {tg} \ \varphi ={\frac {y}{x}};\quad \cos \varphi ={\frac {x}{\left|z\right|}};\quad \sin \varphi ={\frac {y}{\left|z\right|}}}.
Для комплексного нуля значение аргумента не определено, для ненулевого числа {\displaystyle z} аргумент определяется с точностью до {\displaystyle 2\pi k}, где {\displaystyle k} — любое целое число. Главным значением аргумента называется такое значение {\displaystyle \varphi }, что {\displaystyle -\pi <\varphi \leqslant \pi }. Главное значение может обозначаться {\displaystyle \operatorname {arg} \left(z\right)}.
Некоторые свойства аргумента:
1) аргумент обратного числа отличается знаком от аргумента исходного:
{\displaystyle \operatorname {Arg} \left({\frac {1}{z}}\right)=-\operatorname {Arg} \left(z\right)};
2) аргумент произведения равен сумме аргументов сомножителей:
{\displaystyle \operatorname {Arg} (z_{1}z_{2})=\operatorname {Arg} (z_{1})+\operatorname {Arg} (z_{2})};
3) аргумент частного от деления равен разности аргументов делимого и делителя:
{\displaystyle \operatorname {Arg} {\frac {z_{1}}{z_{2}}}=\operatorname {Arg} (z_{1})-\operatorname {Arg} (z_{2})}.

### Сопряжённые числа
Если комплексное число {\displaystyle z} равно {\displaystyle x+iy}, то число {\displaystyle {\bar {z}}=x-iy} называется сопряжённым (или комплексно-сопряжённым) к {\displaystyle z} (обозначается также {\displaystyle z^{*}}). На комплексной плоскости сопряжённые числа получаются друг из друга зеркальным отражением относительно вещественной оси. Модуль сопряжённого числа такой же, как исходного, а их аргументы различаются знаком:
- {\displaystyle \left|{\bar {z}}\right|=\left|z\right|;\quad \operatorname {Arg} ({\bar {z}})=-\operatorname {Arg} (z)}.

Переход к сопряжённому числу можно рассматривать как одноместную операцию, которая  сохраняет все арифметические и алгебраические свойства. Эта операция имеет следующие свойства:
- {\displaystyle z={\bar {z}}} тогда и только тогда, когда {\displaystyle z} — вещественное число.
- {\displaystyle {\bar {\bar {z}}}=z} (сопряжённое к сопряжённому есть исходное; иначе говоря, операция сопряжения является инволюцией).

Произведение комплексно-сопряжённых чисел — неотрицательное вещественное число, равное нулю только для нулевого z:
- {\displaystyle z\cdot {\bar {z}}=\left|z\right|^{2}=x^{2}+y^{2}}.

Сумма комплексно-сопряжённых чисел — вещественное число:
- {\displaystyle z+{\bar {z}}=2\operatorname {Re} \left(z\right)=2x}.

Другие соотношения:
- {\displaystyle \operatorname {Re} \,z={\frac {z+{\bar {z}}}{2}};\quad \operatorname {Im} \,z={\frac {z-{\bar {z}}}{2i}}}.
- {\displaystyle {\overline {z_{1}+z_{2}}}={\bar {z}}_{1}+{\bar {z}}_{2}};
- {\displaystyle {\overline {z_{1}-z_{2}}}={\bar {z}}_{1}-{\bar {z}}_{2}};
- {\displaystyle {\overline {z_{1}\cdot z_{2}}}={\bar {z}}_{1}\cdot {\bar {z}}_{2}};
- {\displaystyle {\overline {z_{1}/z_{2}}}={\bar {z}}_{1}/{\bar {z}}_{2}};

Или, в общем виде: {\displaystyle {\overline {p\left(z\right)}}=p\left({\bar {z}}\right)}, где {\displaystyle p\left(z\right)} — произвольный многочлен с вещественными коэффициентами. В частности, если комплексное число {\displaystyle z} является корнем многочлена с вещественными коэффициентами, то сопряжённое число {\displaystyle {\overline {z}}} тоже является его корнем. Из этого следует, что существенно комплексные корни такого многочлена (то есть корни, не являющиеся вещественными) разбиваются на комплексно-сопряжённые пары.

#### Пример
Тот факт, что произведение {\displaystyle z{\bar {z}}} есть вещественное число, можно использовать, чтобы выразить комплексную дробь в канонической форме, то есть избавиться от мнимости в знаменателе. Для этого надо умножить числитель и знаменатель на сопряжённое к знаменателю выражение, например:
{\displaystyle {\frac {2+5i}{3-4i}}={\frac {(2+5i)(3+4i)}{(3-4i)(3+4i)}}={\frac {-14+23i}{25}}=-{\frac {14}{25}}+{\frac {23}{25}}i}.

## Формы представления комплексного числа

### Алгебраическая форма
Выше использовалась запись комплексного числа {\displaystyle z} в виде {\displaystyle x+iy}; такая запись называется алгебраической формой комплексного числа. Две другие основные формы записи связаны с представлением комплексного числа в полярной системе координат.

### Тригонометрическая форма
Если вещественную {\displaystyle x} и мнимую {\displaystyle y} части комплексного числа выразить через модуль {\displaystyle r=\left|z\right|} и аргумент {\displaystyle \varphi } (то есть {\displaystyle x=r\cos \varphi }, {\displaystyle y=r\sin \varphi }), то всякое комплексное число {\displaystyle z}, кроме нуля, можно записать в тригонометрической форме:
{\displaystyle z=r\left(\cos \varphi +i\sin \varphi \right)}
Как уже сказано выше, для нуля аргумент {\displaystyle \varphi } не определён; для ненулевого числа {\displaystyle \varphi } определяется с точностью до целого кратного {\displaystyle 2\pi }.

### Показательная форма
Фундаментальное значение в комплексном анализе имеет формула Эйлера:
{\displaystyle e^{i\varphi }=\cos \varphi +i\sin \varphi },
где {\displaystyle e} — число Эйлера, {\displaystyle \cos }, {\displaystyle \sin } — косинус и синус, {\displaystyle e^{i\varphi }} — комплексная экспонента, продолжающая вещественную на случай общего комплексного показателя степени.
Применяя эту формулу к тригонометрической форме, получим показательную форму комплексного числа:
{\displaystyle z=re^{i\varphi }}.
Следствия
(1) Модуль выражения {\displaystyle e^{i\varphi }}, где число {\displaystyle \varphi } вещественно, равен 1.
(2) {\displaystyle \cos \varphi ={\frac {e^{i\varphi }+e^{-i\varphi }}{2}};\quad \sin \varphi ={\frac {e^{i\varphi }-e^{-i\varphi }}{2i}}} — при существенно комплексном аргументе {\displaystyle \varphi } эти равенства могут служить определением (комплексного) косинуса и синуса.
(3) {\displaystyle {\bar {z}}=re^{-i\varphi };\quad \ r={\sqrt {z{\bar {z}}}};\quad \ e^{i\varphi }={\sqrt {\frac {z}{\bar {z}}}}}.
Пример. Представим в тригонометрической и показательной форме число {\displaystyle z=-1-{\sqrt {3}}i\colon }
{\displaystyle |z|={\sqrt {(-1)^{2}+(-{\sqrt {3}})^{2}}}={\sqrt {1+3}}=2};
{\displaystyle \varphi =-\pi +\operatorname {arctg} {\Bigl (}{\frac {-{\sqrt {3}}}{-1}}{\Bigr )}=-\pi +\operatorname {arctg} ({\sqrt {3}})=-{\frac {2\pi }{3}}} (поскольку {\displaystyle z} находится в III координатной четверти).
Отсюда:
{\displaystyle z=2\left(\cos {\frac {-2\pi }{3}}+i\sin {\frac {-2\pi }{3}}\right)=2e^{i{\frac {-2\pi }{3}}}}.

## Формула Муавра и извлечение корней
Эта формула помогает возводить в целую степень ненулевое комплексное число, представленное в тригонометрической форме. Формула Муавра имеет вид:
{\displaystyle z^{n}=\left[r\left(\cos \varphi +i\sin \varphi \right)\right]^{n}=r^{n}\left(\cos n\varphi +i\sin n\varphi \right)},
где {\displaystyle r} — модуль, а {\displaystyle \varphi } — аргумент комплексного числа. В современной символике она опубликована Эйлером в 1722 году. Приведённая формула справедлива при любом целом {\displaystyle n}, не обязательно положительном.
Аналогичная формула применима также и при вычислении корней {\displaystyle n}-й степени из ненулевого комплексного числа:
{\displaystyle {\begin{alignedat}{2}z^{1/n}&=\left[r\left(\cos \left(\varphi +2\pi k\right)+i\sin \left(\varphi +2\pi k\right)\right)\right]^{1/n}=\\&={\sqrt[{n}]{r}}\left(\cos {\frac {\varphi +2\pi k}{n}}+i\sin {\frac {\varphi +2\pi k}{n}}\right),\\\end{alignedat}}}
где k принимает все целые значения от {\displaystyle k=0} до {\displaystyle k=n-1}. Это значит, что корни {\displaystyle n}-й степени из ненулевого комплексного числа существуют для любого натурального {\displaystyle n}, и их количество равно {\displaystyle n}. На комплексной плоскости, как видно из формулы, все эти корни являются вершинами правильного {\displaystyle n}-угольника, вписанного в окружность радиуса {\displaystyle {\sqrt[{n}]{r}}} с центром в начале координат (см. рисунок).

### Главное значение корня
Если в формуле Муавра в качестве аргумента {\displaystyle \varphi } выбрано его главное значение, то значение корня при {\displaystyle k=0} называется главным значением корня. Например, главное значение корня числа {\displaystyle {\sqrt[{3}]{2+11i}}} равно {\displaystyle 2+i}.

### Квадратный корень
Для извлечения квадратного корня из комплексного числа можно преобразовать это число в тригонометрическую форму и воспользоваться формулой Муавра для {\displaystyle n=2}. Но существует и чисто алгебраическое представление для двух значений корня. При {\displaystyle b\neq 0} корнями из числа {\displaystyle a+bi} является пара чисел: {\displaystyle \pm (c+di)}, где:
{\displaystyle c={\sqrt {\frac {a+{\sqrt {a^{2}+b^{2}}}}{2}}}},
{\displaystyle d=\operatorname {sgn}(b){\sqrt {\frac {-a+{\sqrt {a^{2}+b^{2}}}}{2}}}}.
Здесь {\displaystyle \operatorname {sgn} } — функция «знак», а радикалы обозначают обычный арифметический корень из неотрицательного вещественного числа. Формула легко проверяется возведением {\displaystyle c+di} в квадрат. Число {\displaystyle c+di} является главным значением квадратного корня.
Пример: для квадратного корня из {\displaystyle 3+4i} формулы дают два значения: {\displaystyle 2+i;\;-2-i}.

## История
Зарождение понятия комплексного числа исторически было связано с желанием «легализовать» квадратные корни из отрицательных чисел. Как постепенно выяснилось, комплексные числа обладают богатыми алгебраическими и аналитическими свойствами; в частности, извлечение корней из них всегда возможно, хотя и неоднозначно.
Впервые, по-видимому, мнимые величины были упомянуты в труде Кардано «Великое искусство, или об алгебраических правилах» (1545), в рамках формального решения задачи по вычислению двух чисел, сумма которых равна 10, а произведение равно 40. Он получил для этой задачи квадратное уравнение, корни которого: {\displaystyle 5+{\sqrt {-15}}} и {\displaystyle 5-{\sqrt {-15}}}. В комментарии к решению он написал: «эти сложнейшие величины бесполезны, хотя и весьма хитроумны», и «арифметические соображения становятся всё более неуловимыми, достигая предела столь же утончённого, сколь и бесполезного».
Возможность использования мнимых величин при решении кубического уравнения впервые описал Бомбелли (1572), он же дал правила сложения, вычитания, умножения и деления комплексных чисел. Уравнение {\displaystyle x^{3}=15x+4} имеет вещественный корень {\displaystyle x=4}, однако по формулам Кардано получаем: {\displaystyle x={\sqrt[{3}]{2+11i}}+{\sqrt[{3}]{2-11i}}.} Бомбелли обнаружил, что {\displaystyle {\sqrt[{3}]{2\pm 11i}}=2\pm i}, так что сумма этих величин даёт нужный вещественный корень. Он отметил, что в подобных (неприводимых) случаях комплексные корни уравнения всегда сопряжены, поэтому в сумме и получается вещественное значение. Разъяснения Бомбелли положили начало успешному применению в математике комплексных чисел.
Выражения, представимые в виде {\displaystyle a+b{\sqrt {-1}}}, появляющиеся при решении квадратных и кубических уравнений, где {\displaystyle b\neq 0}, стали называть «мнимыми» в XVI—XVII веках с подачи Декарта, который называл их так, отвергая их реальность. Для многих других крупных учёных XVII века природа и право на существование мнимых величин тоже представлялись весьма сомнительными. Лейбниц, например, в 1702 году писал: «Дух божий нашёл тончайшую отдушину в этом чуде анализа, уроде из мира идей, двойственной сущности, находящейся между бытием и небытием, которую мы называем мнимым корнем из отрицательной единицы». Несмотря на эти сомнения, математики уверенно применяли к «мнимым» числам привычные для вещественных величин алгебраические правила и получали корректные результаты.
Долгое время было неясно, все ли операции над комплексными числами приводят к комплексным результатам или же, например, извлечение корня может привести к открытию ещё какого-то нового типа чисел. Задача о выражении корней степени {\displaystyle n} из данного числа была решена в работах Муавра (1707) и Котса (1722).
Символ {\displaystyle i} для обозначения мнимой единицы предложил Эйлер (1777, опубл. 1794), взявший для этого первую букву латинского слова imaginarius — «мнимый». Он же распространил все стандартные функции, включая логарифм, на комплексную область. Эйлер также высказал в 1751 году мысль, что в системе комплексных чисел любой многочлен имеет корень (основная теорема алгебры, до Эйлера сходные предположения высказывали Альбер Жирар и Рене Декарт). К такому же выводу пришёл д’Аламбер (1747), но первое строгое доказательство этого факта принадлежит Гауссу (1799). Гаусс и ввёл в широкое употребление термин «комплексное число» в 1831 году (ранее термин использовал в том же смысле французский математик Лазар Карно в 1803 году, но тогда он не получил распространения).
Геометрическое представление комплексных чисел, немало способствовавшее их легализации, предложили в конце XVIII — начале XIX веков сначала Вессель и Арган (их работы не привлекли внимания), а затем Гаусс. Арифметическая (стандартная) модель комплексных чисел как пар вещественных чисел была построена Гамильтоном («Теория алгебраических пар», 1837); это доказало непротиворечивость их свойств. Термины «модуль», «аргумент» и «сопряжённое число» ввёл в начале XIX века Коши, значительно продвинувший комплексный анализ. С XIX века началось бурное и чрезвычайно плодотворное развитие исследований функций комплексного переменного.
С учётом этого успешного подхода начались поиски способа представления векторов в трёхмерном пространстве, аналогичное комплексной плоскости. В результате пятнадцатилетних поисков Гамильтон предложил в 1843 году обобщение комплексных чисел — кватернионы, которые он был вынужден сделать не трёхмерными, а четырёхмерными (трёхмерные векторы изображала мнимая часть кватернионов); также Гамильтону пришлось отказаться от коммутативности операции умножения.
В 1893 году Чарлз Штейнмец предложил использовать комплексные числа для расчётов электрических цепей переменного тока (см. ниже).

## Комплексные функции

### Аналитические функции
Комплексная функция одной переменной — это функция {\displaystyle w=f(z)}, которая определена на некоторой области комплексной плоскости и ставит в соответствие точкам {\displaystyle z} этой области комплексные значения {\displaystyle w}. Примеры:
{\displaystyle w=z^{2}+z+1;\quad w=z+{\frac {1}{z}}}.
Каждая комплексная функция {\displaystyle w=f(z)=f(x+iy)} может рассматриваться как пара вещественных функций от двух переменных: {\displaystyle f(z)=u(x,\;y)+iv(x,\;y)}, определяющих её вещественную и мнимую часть соответственно. Функции {\displaystyle u}, {\displaystyle v} называются компонентами комплексной функции {\displaystyle f(z)}. Аналогично определяется функция нескольких комплексных переменных.
Наглядное представление комплексной функции графиком затруднительно, так как даже для функции одной комплексной переменной график требует четырёх измерений (два на область определения и ещё два для области значений). Если вместо значения функции рассматривать её модуль {\displaystyle |w|=|f(z)|}, то полученный рельеф функции размещается в трёх измерениях и даёт некоторое представление о поведении функции.
Все стандартные функции анализа — многочлен, дробно-линейная функция, степенная функция, экспонента, тригонометрические функции, обратные тригонометрические функции, логарифм — могут быть распространены на комплексную плоскость. При этом для них будут иметь место те же алгебраические, дифференциальные и другие тождества, что и для вещественного оригинала, например:
{\displaystyle \sin ^{2}z+\cos ^{2}z=1;\qquad e^{u}\cdot e^{v}=e^{u+v}}.
Для комплексных функций определяются понятия предела, непрерывности и производной так же, как в вещественном анализе, с заменой абсолютной величины на комплексный модуль.
Дифференцируемые комплексные функции (то есть функции, имеющие производную) обладают рядом особенностей по сравнению с вещественными.
- Вещественная и мнимая часть дифференцируемой функции — гармонические функции, связанные условиями Коши — Римана.
- Всякая дифференцируемая в некоторой окрестности точки {\displaystyle z} комплексная функция дифференцируема неограниченное число раз в этой точке (то есть аналитична, или голоморфна).

Определённый интеграл для функций одной комплексной переменной, вообще говоря, зависит от пути интегрирования (то есть выбора кривой от начальной до конечной точки в комплексной плоскости). Однако если интегрируемая функция аналитична в односвязной области, то её интеграл внутри этой области не зависит от пути.

### Преобразования комплексной плоскости
Всякая комплексная функция может рассматриваться как преобразование комплексной плоскости (или как преобразование одной комплексной плоскости в другую). Примеры:
- {\displaystyle w=z+c} — параллельный перенос, определяемый радиус-вектором точки {\displaystyle c}.
- {\displaystyle w=uz}, где {\displaystyle u} — комплексное число с единичным модулем, — это поворот вокруг начала координат на угол, равный аргументу {\displaystyle u};
- {\displaystyle w={\bar {z}}} — зеркальное отражение относительно вещественной оси.

Поскольку любое движение на плоскости есть комбинация перечисленных трёх преобразований, функции {\displaystyle w=uz+c} и {\displaystyle w=u{\bar {z}}+c} дают общее выражение для движения на комплексной плоскости.
Другие линейные преобразования:
- {\displaystyle w=rz}, где {\displaystyle r} — положительное вещественное число, задаёт растяжение с коэффициентом {\displaystyle r}, если {\displaystyle r>1}, или сжатие в {\displaystyle {\tfrac {1}{r}}} раз, если {\displaystyle r<1};
- преобразования {\displaystyle w=az+b} и {\displaystyle w=a{\bar {z}}+b}, где {\displaystyle a,b} — произвольные комплексные числа, задают преобразование подобия;
- преобразование {\displaystyle w=az+b{\bar {z}}+c}, где {\displaystyle |a|\neq |b|}, — общий вид аффинного преобразования комплексной плоскости (при {\displaystyle |a|=|b|} преобразование не будет аффинным, так как оно будет вырождать плоскость в прямую).

Важную роль в комплексном анализе играют дробно-линейные преобразования:
{\displaystyle w={\frac {az+b}{cz+d}}}.
При этом {\displaystyle ad\neq bc} (иначе функция {\displaystyle w(z)} вырождается в константу). Характеристическое свойство дробно-линейного преобразования: оно переводит окружности и прямые в окружности и прямые (то есть в так называемые обобщённые окружности, в число которых входят «окружности бесконечного радиуса» — прямые). При этом образом окружности может оказаться прямая, и наоборот.
Среди других практически полезных функций преобразования: инверсия {\displaystyle w=1/{\bar {z}}}, функция Жуковского. Инверсия, как и дробно-линейное преобразование, переводит обобщённые окружности в обобщённые окружности.

### Аналитическая геометрия на комплексной плоскости
Исследование плоских фигур нередко облегчается, если перенести их на комплексную плоскость. Многие теоремы планиметрии допускают наглядную и компактную запись с помощью комплексных чисел, например:
- Три (различные) точки {\displaystyle z_{1},z_{2},z_{3}} лежат на одной прямой тогда и только тогда, когда выполняется условие:

{\displaystyle {\frac {z_{1}-z_{3}}{z_{2}-z_{3}}}} является вещественным числом.
- Четыре (различные) точки {\displaystyle z_{1},z_{2},z_{3},z_{4}} лежат на одной обобщённой окружности (окружности или прямой) тогда и только тогда, когда выполняется условие:

отношение {\displaystyle {\frac {z_{1}-z_{3}}{z_{2}-z_{3}}}:{\frac {z_{1}-z_{4}}{z_{2}-z_{4}}}} является вещественным числом.
- Если даны три вершины параллелограмма: {\displaystyle z_{1},z_{2},z_{3},} то четвёртая определяется равенством[43]: {\displaystyle z_{4}=z_{1}-z_{2}+z_{3}}.

Параметрическое уравнение прямой на комплексной плоскости имеет вид:
{\displaystyle z=ut+v}, где {\displaystyle u,v} — комплексные числа, {\displaystyle u\neq 0,t} — произвольный вещественный параметр.
Угол между двумя прямыми {\displaystyle z=ut+v} и {\displaystyle z=u't+v'} равен {\displaystyle \operatorname {arg} (u'/u)}. В частности, прямые перпендикулярны, только когда {\displaystyle u'/u} — чисто мнимое число. Две прямые параллельны тогда и только тогда, когда {\displaystyle u'/u} есть вещественное число; если при этом {\displaystyle (v'-v)/u} также вещественно, то обе прямые совпадают. Каждая прямая {\displaystyle z=ut+v} рассекает комплексную плоскость на две полуплоскости: на одной из них выражение {\displaystyle t=\operatorname {Im} {\frac {z-v}{u}}} положительно, на другой — отрицательно.
Уравнение окружности с центром {\displaystyle c} и радиусом {\displaystyle r} имеет чрезвычайно простой вид: {\displaystyle |z-c|=r}. Неравенство {\displaystyle |z-c|<r} описывает внутренность окружности (открытый круг). Часто удобна параметрическая форма уравнения окружности: {\displaystyle z=c+e^{i\varphi }}.

## Место в общей алгебре, топологии и теории множеств
Множество комплексных чисел {\displaystyle \mathbb {C} } образует поле, которое является конечным расширением степени 2 поля вещественных чисел {\displaystyle \mathbb {R} }. Основное алгебраическое свойство {\displaystyle \mathbb {C} } — оно алгебраически замкнуто, то есть в нём любой многочлен имеет (комплексные) корни и, следовательно, распадается на линейные множители. Говорят также, что {\displaystyle \mathbb {C} } есть алгебраическое замыкание поля {\displaystyle \mathbb {R} }.
Характеристика комплексного поля равна нулю, мощность {\displaystyle \mathbb {C} } как множества та же, что и у поля вещественных чисел, то есть континуум. Теорема Фробениуса установила, что существуют только два тела, являющиеся конечными расширениями {\displaystyle \mathbb {R} } — поле комплексных чисел и тело кватернионов.
Превратить поле комплексных чисел в упорядоченное поле невозможно, потому что в упорядоченном поле квадрат любого элемента неотрицателен, и мнимая единица в нём не может существовать.
Из свойств модуля следует, что комплексные числа образуют структуру двумерного нормированного пространства над полем {\displaystyle \mathbb {R} }.
Поле {\displaystyle \mathbb {C} } допускает бесконечно много автоморфизмов, но только один из них (не считая тождественного) оставляет вещественные числа на месте.
Поля {\displaystyle \mathbb {R} } и {\displaystyle \mathbb {C} } — единственные связные локально компактные топологические поля.

## Некоторые практические применения
Те особенности комплексных чисел и функций, которые отличают их от вещественных, оказались полезными, а часто и незаменимыми в математике, в естественных науках и технике.

### Математика
Приложения комплексных чисел сами по себе занимают видное место в математике — в частности, понятия алгебраических чисел, нахождение корней многочленов, теория Галуа, комплексный анализ и т. д.
Перенеся геометрическую задачу с обычной плоскости на комплексную, мы нередко получаем возможность значительно упростить её решение.
Многие сложные задачи теории чисел (например, теория биквадратичных вычетов) и вещественного математического анализа (например, вычисление сложных или несобственных интегралов) удалось решить только с помощью средств комплексного анализа. Мощным инструментом для открытий в теории чисел оказались, например, гауссовы числа вида {\displaystyle a+bi}, где {\displaystyle a,b} — целые числа. Для исследования распределения простых чисел понадобилась комплексная дзета-функция Римана.
Нередко проблемы вещественного анализа проясняются при их комплексном обобщении. Классический пример — разложение в ряд Тейлора
{\displaystyle {\frac {1}{1+x^{2}}}=1-x^{2}+x^{4}-x^{6}+\ldots }
Этот ряд сходится только в интервале {\displaystyle (-1;\;1)}, хотя точки {\displaystyle \pm 1} не являются какими-то особенными для приведённой функции. Положение проясняется при переходе к функции комплексного переменного {\displaystyle f(z)={\frac {1}{1+z^{2}}}}, у которой обнаруживаются две особые точки: полюса {\displaystyle \pm i}. Соответственно, эту функцию можно разложить в ряд только в круге единичного радиуса.
При решении линейных дифференциальных уравнений важно сначала найти все комплексные корни характеристического многочлена, а затем попытаться решить систему в терминах базовых экспонент. В разностных уравнениях используются для аналогичной цели комплексные корни характеристического уравнения системы разностных уравнений. С помощью теории вычетов, являющейся частью комплексного анализа, вычисляются многие сложные интегралы по замкнутым контурам..
Исследование функции часто связано с анализом её частотного спектра с помощью комплексного преобразования Фурье или Лапласа.
О представлении комплексных чисел в информатике и компьютерной поддержке комплексной арифметики изложено в статье Комплексный тип данных.

### Конформное отображение
Как уже отмечалось выше, всякая комплексная функция может рассматриваться как преобразование одной комплексной плоскости в другую. Гладкая (аналитическая) функция обладает двумя особенностями: если в заданной точке производная не равна нулю, то коэффициент растяжения/сжатия при этом преобразовании одинаков по всем направлениям, угол поворота также постоянен (конформное отображение). С этим фактом связано широкое применение комплексных функций в картографии и гидродинамике.

### Квантовая механика
Основой квантовой механики является понятие комплексной волновой функции. Для описания динамики квантовой системы используются дифференциальные уравнения с комплексными коэффициентами типа уравнения Шрёдингера. Решения этих уравнений заданы в комплексном гильбертовом пространстве. Операторы, соответствующие наблюдаемым величинам, эрмитовы. Коммутатор операторов координаты {\displaystyle {\hat {x}}} и импульса {\displaystyle {\hat {p}}_{x}} представляет собой мнимое число:
{\displaystyle \left[{\hat {x}},{\hat {p}}_{x}\right]={\hat {x}}{\hat {p}}_{x}-{\hat {p}}_{x}{\hat {x}}=i\hbar \,}.
Здесь {\displaystyle \hbar } — редуцированная постоянная Планка {\displaystyle h}, то есть {\displaystyle h/2\pi } (постоянная Дирака).
Важную роль в квантовой механике играют матрицы Паули и матрицы Дирака, некоторые из них содержат комплексные значения. Ю. Вигнер уточнял, что «…использование комплексных чисел в квантовой механике не является вычислительным трюком прикладной математики; они входят в самую суть формулировки основных законов квантовой механики».

### Электротехника
Поскольку переменный ток есть колебательный процесс, его удобно описывать и исследовать с применением комплексных чисел. Вводятся также понятия импеданса, или комплексного сопротивления, для реактивных элементов электрической цепи, таких как ёмкость и индуктивность, — это помогает рассчитать токи в цепи. Ввиду того, что традиционно символ {\displaystyle i} в электротехнике обозначает величину тока, мнимую единицу там обозначают буквой {\displaystyle j}. Во многих областях электротехники (в основном радиочастотной и оптической) используется не запись уравнений тока и напряжения для цепи, а напрямую уравнения Максвелла в их спектральном представлении, физические величины которых заданы в комплексной плоскости, и при переходе из (t, x)- в (ω, k)-пространство (где t — время, x — координата, ω — угловая частота, k — волновой вектор) посредством преобразования Фурье получаются более простые уравнения без производных.

## Логические основания
Расширение поля вещественных чисел до комплексных, как и любое другое расширение алгебраической структуры, ставит множество вопросов, основные из которых — это вопросы о том, как определить операции над новым типом чисел, какие свойства будут иметь новые операции и (главный вопрос) допустимо ли такое расширение, не приведёт ли оно к неустранимым противоречиям.
Для анализа подобных вопросов в теории комплексных чисел надо сформировать набор аксиом.

### Аксиоматика комплексных чисел
Можно определить аксиоматику множества комплексных чисел {\displaystyle \mathbb {C} }, если опираться на аксиоматическую теорию вещественных чисел {\displaystyle \mathbb {R} }. А именно, определим {\displaystyle \mathbb {C} } как минимальное поле, содержащее множество вещественных чисел и по меньшей мере одно число, вторая степень которого равна −1, — мнимую единицу. Говоря более строго, аксиомы комплексных чисел следующие.
С1: Для всяких комплексных чисел {\displaystyle u,v} определена их сумма {\displaystyle u+v}.
С2: Сложение коммутативно: {\displaystyle u+v=v+u}. Далее в некоторых аксиомах для краткости будем опускать оговорку «для всяких {\displaystyle u,v,w}».
С3: Сложение ассоциативно: {\displaystyle (u+v)+w=u+(v+w)}.
С4: Существует элемент 0 (ноль) такой, что {\displaystyle u+0=u}.
С5: Для всякого комплексного числа {\displaystyle u} существует противоположный ему элемент {\displaystyle -u} такой, что {\displaystyle u+(-u)=0}.
С6: Для всяких комплексных чисел {\displaystyle u,v} определено их произведение {\displaystyle uv}.
С7: Умножение коммутативно: {\displaystyle uv=vu}.
С8: Умножение ассоциативно: {\displaystyle (uv)w=u(vw)}.
С9: Умножение связано со сложением распределительным (дистрибутивным) законом: {\displaystyle (u+v)w=uw+vw}.
С10: Существует элемент 1 (единица), не равный нулю и такой, что {\displaystyle u\cdot 1=u}.
С11: Для всякого ненулевого числа {\displaystyle u} существует обратное ему число {\displaystyle u'} такое, что {\displaystyle u\cdot u'=1}.
С12: Множество комплексных чисел {\displaystyle \mathbb {C} } содержит подполе, изоморфное полю вещественных чисел {\displaystyle \mathbb {R} }. Для простоты далее это подполе обозначается той же буквой {\displaystyle \mathbb {R} }.
С13: Существует элемент {\displaystyle i} (мнимая единица) такой, что {\displaystyle i^{2}+1=0}.
С14 (аксиома минимальности): Пусть {\displaystyle M} — подмножество {\displaystyle \mathbb {C} }, которое: содержит {\displaystyle \mathbb {R} } и мнимую единицу и замкнуто относительно сложения и умножения. Тогда {\displaystyle M} совпадает со всем {\displaystyle \mathbb {C} }.
Из этих аксиом вытекают как следствия все прочие свойства. Первые 11 аксиом означают, что {\displaystyle \mathbb {C} } образует поле, а 12-я аксиома устанавливает, что это поле является расширением {\displaystyle \mathbb {R} }. Приведённая аксиоматика категорична, то есть любые её модели изоморфны.
Существуют и другие варианты аксиоматики комплексных чисел. Например, вместо того, чтобы опираться на уже построенное упорядоченное поле вещественных чисел, можно в качестве базы использовать аксиоматику теории множеств.

### Непротиворечивость и модели
Стандартный способ доказать непротиворечивость новой структуры — смоделировать (интерпретировать) её аксиомы с помощью объектов другой структуры, чья непротиворечивость сомнений не вызывает. В нашем случае мы должны реализовать эти аксиомы на базе вещественных чисел.

#### Стандартная модель
Рассмотрим всевозможные упорядоченные пары вещественных чисел. В данной модели каждая такая пара {\displaystyle (a,b)} будет соответствовать комплексному числу {\displaystyle a+bi}.
Далее определим:
1. пары {\displaystyle (a,b)} и {\displaystyle (c,d)} считаются равными, если {\displaystyle a=c} и {\displaystyle b=d};
2. сложение: сумма пар {\displaystyle (a,b)} и {\displaystyle (c,d)} определяется как пара {\displaystyle (a+c,b+d)};
3. умножение: произведение пар {\displaystyle (a,b)} и {\displaystyle (c,d)} определяется как пара {\displaystyle (ac-bd,ad+bc)}.

Пояснение: сложное, на первый взгляд, определение умножения легко выводится из соотношения {\displaystyle i^{2}=-1\colon }
{\displaystyle (a+bi)(c+di)=(a+bi)c+(a+bi)di=ac+bci+adi+bdi^{2}=(ac-bd)+i(ad+bc)}.
Несложно убедиться, что описанная структура пар образует поле и удовлетворяет всему приведённому перечню аксиом комплексных чисел. Вещественные числа моделируются парами {\displaystyle (a,0)}, образующими подполе {\displaystyle \mathbb {R} }, причём операции с такими парами согласованы с обычными сложением и умножением вещественных чисел. Пары {\displaystyle (0,0)} и {\displaystyle (1,0)} соответствуют нулю и единице поля. Такой способ является частным случаем процедуры Кэли — Диксона.
Мнимая единица — это пара {\displaystyle (0,1)}, Квадрат её равен {\displaystyle \left(-1,\;0\right)}, то есть {\displaystyle -1}. Любое комплексное число можно записать в виде {\displaystyle (a,b)=(a,0)(1,0)+(b,0)(0,1)=a(1,0)+b(0,1)=a+bi}.
Описанная модель доказывает, что приведённая аксиоматика комплексных чисел непротиворечива. Потому что если бы в ней было противоречие, то это означало бы противоречие и в базовой для данной модели арифметике вещественных чисел, которую мы заранее предположили непротиворечивой.

#### Матричная модель
Комплексные числа можно также определить как подкольцо кольца вещественных матриц 2×2 вида
{\displaystyle {\begin{pmatrix}x&-y\\y&x\end{pmatrix}}}
с обычным матричным сложением и умножением. Вещественной единице будет соответствовать
{\displaystyle {\begin{pmatrix}1&0\\0&1\end{pmatrix}}},
мнимой единице —
{\displaystyle {\begin{pmatrix}0&-1\\1&0\end{pmatrix}}}.
Множество таких матриц является двумерным векторным пространством. Умножение на комплексное число {\displaystyle x+iy} является линейным оператором. В базисе {\displaystyle e_{1}=1,e_{2}=i} линейный оператор умножения на {\displaystyle x+iy} представляется указанной выше матрицей, так как:
{\displaystyle (x+iy)\cdot 1=x\cdot 1+y\cdot i};
{\displaystyle (x+iy)\cdot i=(-y)\cdot 1+x\cdot i.}
Матричная модель позволяет легко продемонстрировать связь между комплексными числами и линейными преобразованиями плоскости определённого типа.
А именно, существует взаимно однозначное соответствие между комплексными числами и поворотными гомотетиями плоскости (комбинациями растяжения относительно точки и поворота): каждая поворотная гомотетия может быть представлена на комплексной плоскости как умножение на комплексное число.

#### Модель факторкольца многочленов
Рассмотрим кольцо многочленов {\displaystyle \mathbb {R} [x]} с вещественными коэффициентами и построим его факторкольцо по модулю многочлена {\displaystyle x^{2}+1} (или, что то же, по идеалу, порождённому указанным многочленом). Это значит, что два многочлена из {\displaystyle \mathbb {R} [x]} мы будем считать эквивалентными, если при делении на многочлен {\displaystyle x^{2}+1} они дают одинаковые остатки. Например, многочлен {\displaystyle x^{2}} будет эквивалентен константе {\displaystyle -1}, многочлен {\displaystyle x^{3}} будет эквивалентен {\displaystyle -x} и т. д.
Множество классов эквивалентности образует кольцо с единицей. Так как многочлен {\displaystyle x^{2}+1} неприводим, то это факторкольцо является полем. Роль мнимой единицы играет многочлен {\displaystyle i(x)=x}, поскольку квадрат его (см. выше) эквивалентен {\displaystyle -1}. Каждый класс эквивалентности содержит остаток вида {\displaystyle a+bx} (от деления на {\displaystyle x^{2}+1}), который в силу сказанного можно записать как {\displaystyle a+bi}. Следовательно, это поле изоморфно полю комплексных чисел.
Данный изоморфизм был обнаружен Коши в 1847 году. Этот подход может быть использован для построения обобщений комплексных чисел, таких как алгебры Клиффорда.

#### Расширенное комплексное поле как фактор-поле рациональных дробей полиномов с вещественными коэффициентами
Нетривиальная факторизация поля в поле невозможна, но поля, расширенные бесконечностью, могут нетривиально факторизоваться. Более того, возможны нетривиальные факторизации обычных полей в расширенные. В частности, обычное или расширенное поле рациональных дробей полиномов одной переменной с вещественными коэффициентами факторизуется в расширенное поле комплексных чисел (сферу Римана) путём отождествления полинома {\displaystyle x^{2}+1} с нулём. Каждая дробь при этом заменяется на частное остатков от деления числителя и знаменателя своего несократимого представления на {\displaystyle x^{2}+1}. В силу несократимости, при этом не может образоваться неопределённость {\displaystyle 0/0}, в остальных случаях знаменатель, равный нулю, означает бесконечность, случай знаменателя, не равного нулю, рассматриваются в стандартной технике (домножением на сопряжённый знаменателю). Другим способом получения того же результата является параметризация полиномов числителя и знаменателя несократимого представления дроби мнимой единицей.
Параметризуя рациональные дроби полиномов различными числами, можно получать различные факторизации: при параметризации вещественным числом — расширенное поле вещественных, комплексным (не вещественным) — комплексных чисел. Число, используемое для параметризации, есть корень простого (над вещественным полем) полинома, отождествляемого с нулём, т. е. по модулю которого берутся числители и знаменатели (в случае вещественного числа — первой степени, комплексного — квадратный с отрицательным дискриминантом и, соответственно, двумя сопряжёнными комплексными корнями).

### Алгебраическая характеризация
Как уже упоминалось выше, поле комплексных чисел алгебраически замкнуто и имеет характеристику ноль (из последнего свойства вытекает, что оно содержит подполе рациональных чисел {\displaystyle \mathbb {Q} }). Кроме того, любой базис трансцендентности {\displaystyle \mathbb {C} } над {\displaystyle \mathbb {Q} } имеет мощность континуум. Этих трёх свойств достаточно, чтобы задать поле комплексных чисел с точностью до изоморфизма полей — между любыми двумя алгебраически замкнутыми полями характеристики 0 с континуальным базисом трансцендентности существует некоторое отождествление, согласованное с операциями сложения и умножения этих полей.
При этом отождествлении другие структуры, вроде нормы или топологии, могут не сохраняться. Например, алгебраическое замыкание {\displaystyle {\overline {\mathbb {Q} }}_{p}} поля {\displaystyle p}-адических чисел также удовлетворяет трём указанным свойствам. Однако {\displaystyle p}-адическая норма не является архимедовой и, следовательно, не эквивалентна обычной норме комплексных чисел при любом выборе изоморфизма. Поэтому они задают различную структуру топологического векторного пространства: множество из любого элемента векторного пространства и его целозначных кратностей дискретно в комплексном случае и компактно — в {\displaystyle p}-адическом.

## Вариации и обобщения
Ближайшее обобщение комплексных чисел было обнаружено в 1843 году. Им оказалось тело кватернионов, которое, в отличие от поля комплексных чисел, содержит три мнимые единицы, традиционно обозначаемые {\displaystyle i,j,k}. Согласно теореме Фробениуса, комплексные числа являются одним из трёх возможных случаев конечномерной алгебры с делением над полем вещественных чисел. В 1919 году выяснилось, что и комплексные числа из вещественных, и кватернионы из комплексных чисел могут быть получены единой процедурой удвоения размерности, также известной как «процедура Кэли — Диксона».
Дальнейшим применением этой процедуры образуются числа, описанные Артуром Кэли в 1845 году, до обнаружения этой процедуры, и названные «числами Кэли» (октонионы, октавы). Числа, получаемые следующим применением процедуры, названы седенионами. Несмотря на то, что эту процедуру можно повторять и далее, дальнейшие числа названий пока не имеют.
Другие типы расширений комплексных чисел (гиперкомплексные числа):
- Бикватернионы
- Комплексные числа гиперболического типа (двойные)
- Комплексные числа параболического типа (дуальные)